# Polihierax semitorquatus
Il falco pigmeo africano (Polihierax semitorquatus (A.Smith, 1836)) è un uccello rapace della famiglia dei Falconidi.

## Descrizione
È un rapace di piccola taglia, lungo 18–21 cm e con un'apertura alare di 34–40 cm.

## Biologia
Le sue prede sono in prevalenza lucertole (agamidi, scincidi) e grossi insetti  (coleotteri, cavallette e termiti), ma occasionalmente anche piccoli roditori.

## Distribuzione e habitat
Polihierax semitorquatus è diffuso, con popolazioni disgiunte, nell'Africa orientale  (Etiopia, Kenya, Somalia, Repubblica Democratica del Congo, Sud Sudan, Sudan, Tanzania, Uganda) e nell'Africa meridionale (Angola, Namibia, Botswana, Sudafrica).

## Tassonomia
Sono note due sottospecie:
- Polihierax semitorquatus semitorquatus (A.Smith, 1836) - diffusa in Africa meridionale
- Polihierax semitorquatus castanonotus (Heuglin, 1860) - diffusa in Africa australe